# NGC 6580
NGC 6580 је елиптична галаксија у сазвежђу Херкул која се налази на NGC листи објеката дубоког неба.
Деклинација објекта је + 21° 25' 33" а ректасцензија 18h 12m 33,7s. Привидна величина (магнитуда) објекта NGC 6580 износи 13,1 а фотографска магнитуда 14,1. NGC 6580 је још познат и под ознакама UGC 11153, MCG 4-43-12, CGCG 142-22, PGC 61566.